# Белица (област Габрово)
Вижте пояснителната страница за други значения на Белица.
Белѝца е село в Северна България.
То се намира в община Трявна, област Габрово.

## География
Село Белица се намира в Предбалкана, в Трявненската планина, на надморска височина 460 м. Селото е ориентирано в посока запад-изток, около коритото на река Белица (приток на Янтра).
Характерни дървесни видове са дъб, бук, габър, леска. През селото преминава път, който свързва областния център Габрово с Прохода на Републиката. Селото се намира на 12 km общинския център Трявна и на 32 км от Велико Търново.

### Климат
Климатът е сух, умерено континентален. Пролетта е съпроводена с късни слани, зимата е умерено студена, лятото е прохладно, а есента – продължителна и топла.

## История
В района на река Белица край селото през 80-те години са открити основи на мост от Втората българска държава. Отчасти откритият римски път води на юг през Стара планина към Южна България. Има исторически и географски сведения (старото име на село Долно Мечевци – Кулов Хан) за наличието на стражева кула за охрана на средновековния мост и пътя. Районът на селото е с богата история и е населен от най-древни времена. Според османски архиви, сегашното население е дошло от всички краища на България през годините на владичеството, за да търси закрила в дебрите на Балкана от гоненията на турските поробители. От селото произлизат десетки изтъкнати строители, лекари, инженери и общественици.

## Религии
Населението на селото изповядва източноправославно християнство.

## Културни и природни забележителности
Храмът „Преображение Господне“, сградата на бившето основно училище „Васил Левски“, редица частни домове, поречието на река Белица и гористите склонове край селото. А на паметната плоча в центъра на село Белица стоят имената на местните загинали през войните за свободата на България.

## Редовни събития
Преди години (през 50-те и 60-те на 20-век) много популярен е бил празникът-надпяване „Белновръх пее“, който се е провеждал през лятото в района на връх Белновръх над село Глутниците (на около 5 км южно от Белица). Празникът е бил чисто фолклорен. В него са участвали стотици хора. Бил е съпроводен с много смях, песни, танци. В началото на лятото в средата на юни в местността „Горуна“, под сянката на вековен дъб се е провеждал празник-курбан за здраве. В него са участвали повечето жители на околните махали, съставляващи кметство село Белица.
Всяка година в Белица се провежда голям събор, наречен „На Белица на хорото“ на 19 август, когато е храмовият празник на селото – „Преображение Господне“. На този ден се събират почти всички родове от цяла България, дава се осветен курбан, а на мегдана на селото до късна вечер се извиват хора, пеят се песни и се пие сливова ракия. Храмът „Преображение Господне“ е построен в края на 19 век. Първи свещеник в него е бил отец Димитър от с. Фъревци, област Габрово. Образован и авторитетен човек, поп Димитър е бил и даскал в местното килийно училище на с. Белица, което е едно от най-старите в България.

## Други
През 80-те до 90-те години на миналия век в селото е развито земеделие и животновъдство. Производството на строителни платна, тръбно скеле и метални конструкции в местния цех „ППСД към АПК Трявна“ е давало поминък на значителна част от населението. В наши дни преобладават частни земеделски стопани и дърводобив. Има потенциал за развитие на туризъм и екологично земеделие.
Денчо Манев изпълнява едновременно длъжността на кмет, фелдшер на 11 села, Пътна помощ, Бърза помощ. Кара хляб в 8 околни села със старата общинска уаз-ка.
Спешна помощ от Трявна често отказва да ходи по селата, защото имат само една линейка.